# Ampulex crassicornis
Ampulex crassicornis är en  stekelart som beskrevs av Kohl 1898. Ampulex crassicornis ingår i släktet Ampulex och familjen Ampulicidae. Inga underarter finns listade i Catalogue of Life.